# Enterprise service bus
Enterprise service bus (ESB) er inden for datalogien betegnelsen for en konstruktion i softwarearkitekturen, der stiller fundamentale services til rådighed for komplekse arkitekturer ved hjælp af en bus, der er event-drevet og baseret på faste standarder. Systemudviklere implementerer typisk en ESB ved at bruge teknologier inden for middlewareprodukter, som regel baseret på kendte standarder.
| Programmering | Spire Denne artikel om datalogi eller et datalogi-relateret emne er en spire som bør udbygges. Du er velkommen til at hjælpe Wikipedia ved at udvide den. |